# Алкилглицероли
Алкилглицеролите (или познати още със старото си наименование алкоксиглицероли) принадлежат към семейството на етер-липидите – химически вещества с ясно изразена биологична активност.
При бозайниците, алкилглицеролите се срещат в органите, които произвеждат кръв. При хората, алкилглицероли се съдържат в майчината кърма, костния мозък, черния дроб и далака. Най-високата концентрация на алкилглицероли в природата се среща в маслото от черен дроб на акула.
За сравнение – кърмата съдържа десет пъти повече алкилглицероли, отколкото кравето мляко. Съдържанието на алкилглицероли в майчиното мляко се превърна в стандарт при определянето на препоръчителна дневна дозировка.
Алкилглицеролите са сродни с глицерола.
Един от водородните атоми в една от трите OH-групи на глицерола е заместен от дълга верига от въглеводородни атоми. Тази верига се представя най-често с R в химическата формула.
R представлява дългата верига на въглеводородните групи с 16 до 18 въглеродни атома.
R-веригата се нарича още алифатична (aliphatic) поради сходството си с мастните киселини (alphatic = fat like).
В зависимост от конфигурацията, в семейството на алкилглицеролите съществуват няколко етер-липиди. Три от най-често срещаните са: химил-алкохол (chimyl-alcohol), батил-алкохол (batyl-alcohol) и селакил-алкохол (selachyl-alcohol). Техните формули са както следва:
Chimyl-alcohol
R = (CH2)15 • CH3
Batyl-alcohol
R = (CH2)17 • CH3
Selachyl-alcohol
R = (CH2)8 • CH=CH (CH2)7 • CH3
Характерното за тези три вида алкилглицероли е че имат метокси-група в края на веригата. Селакил-алкохолът е различен другите два вида, тъй като има двойна връзка в средата на веригата. Селакил-алкохолът е ненаситен.
Някои алкилглицероли са по-специални – притежават метокси-група (-OCH3) в началото на веригата. Метокси-групата замества един водороден атом.
Метокси-заместване
Batyl-alcohol
R = (CH2)17 • CH3
Метокси-заместване
Метокси-групата замества водородния атом във веригата.
Въобще, алкилглицеролите имат силна биологична и метаболитна активност.
Известно е, че метокси-заместените алкилглицероли са много по-ефикасни от останалите алкилглицероли. Това се отнася в най-висока степен до имуномодулационната им активност.
Известно е още, че алкилглицеролите предотвратяват намаляването на броя на белите кръвни клетки в организма по време на лъчетерапия. Всъщност, метокси-заместените алкилглицероли възстановяват нормалната дейност на костния мозък, който произвежда бели кръвни клетки.
Ефекти от Алкилглицеролите
• Повишаване на защитните сили на имунната система
• Повишаване производството на антитела
• Защита от радиация (кръвни телца, костен мозък, тъкани)
• Спиране и регресия на растежа на тумори
История
Лекуване на левкемия?
В началото на 1950, д-р Астрид Брохулт работи в известна болница в Стокхолм, Швеция. Сред всичките си пациенти, тя лекува и малки деца, болни от левкемия – болест, при която тялото не е в състояние да произвежда нормално бели кръвни телца (клетки). Това са кръвните клетки, нужни на тялото за борба с различни инфекции, на които се излага ежедневно.
Характерно при болните от левкемия е, че броят на белите кръвни клетки (левкоцити) е много нисък или много висок. Силно загрижена за своите малки пациенти, д-р Брохулт започва да търси нови начини за лечение на болестта.
Близо по същото време, започнали да лекуват успешно болестта anaemia peniciosa, която засяга червените кръвни телца със суров черен дроб. Известно било, че активният фактор в черния дроб е съдържащия се там на Витамин B12. Вероятно ще е възможно да се открие подобен фактор и в здравите органи, които произвеждат бели кръвни клетки...
Д-р Брохулт решава да проучи кое е активното вещество в здравия костен мозък – органът, който произвежда левкоцити. След няколкогодишни изследвания станало ясно, че важна група активно вещество в костния мозък са алкилглицеролите. След още проучвания, тя открила, че маслото от черен дроб на акула съдържа висока концентрация на алкилглицероли. След това, маслото от черен дроб на акула било проучвано и изследвано в продължение на десетилетия и накрая било разработено в продукт, който днес се произвежда в Швеция (от фирмата Натумин Фарма Архив на оригинала от 2006-11-05 в Wayback Machine.) под търговското наименование ЕКОМЕР Архив на оригинала от 2006-11-05 в Wayback Machine. като хранителна добавка към ежедневната диета на човека.
През 1987 година продуктът ЕКОМЕР получава признанието „Продукт на годината“ в Швеция.
Третиране на пациенти с карцинома на шийката на матката
В Karolinska Hospital Архив на оригинала от 2006-06-21 в Wayback Machine. в Стокхолм, Швеция екип от лекари и учени, в това число д-р Брохулт и проф. Ингемар Йоелсон извършват задълбочени клинични изследвания на действието на алкилглицеролите върху пациенти с карцинома на шийката на матката, лекувани с лъчетерапия.
Изследванията са проведени върху общо 4000 пациента, 1000 от които са приемали алкилглицероли преди и по време на лъчетерапията, а контролната група от около 3000 пациента не е приемала алкилглицероли.
Било установено, че в краткосрочен план третираните с алкилглицероли пациенти страдат значително по-малко от страничните ефекти на лъчетерапията.
В дългосрочен план – 65% от пациентите, приемали алкилглицероли доживявали 5 или повече години след лъчетерапията. За сравнение – едва 50% от пациентите от контролната група (които не са приемали алкилглицероли) живеят 5 години след терапията.
Т.е. алкилглицеролите, приемани преди и по време на терапията дават близо 15% по-добър шанс за възстановяване и оживяване на онкоболните преминали лъчетерапевтична процедура.